# Mi amada Eun Dong
Mi amada Eun Dong (en hangul, 사랑하는 은동아; romanización revisada, Saranghaneun eundonga) también conocida como Beloved Eun Dong, es una serie de televisión de surcoreana de 2015. Fue emitida por JTBC desde el 29 de mayo hasta el 18 de julio de 2015, con una longitud de 16 episodios que fueron emitidos viernes y sábados a las 20:40 (KST). Es protagonizada por Joo Jin Mo y Kim Sa Rang.

## Argumento
El famoso actor Ji Eun Ho decide contratar al escritor fantasma Seo Jung Eun a escribir su autobiografía en 2015. Eun Ho es tenso, irritable y difícil de trabajar, pero Jung Eun encuentra algo fascinante que contar porque Eun Ho afirma que comenzó a actuar no porque que quería ser una estrella, sino porque pensaba que al ser famoso le ayudaría a encontrar a su primer amor, Ji Eun Dong.
Eun Ho y Eun Dong tuvieron una complicada historia romántica que ya hace dos décadas, y él está convencido de que nunca pudo amar a nadie más. Como Jung Eun ayuda a recordar a Eun Dong y por qué él la perdió, Eun Ho (cuyo nombre de nacimiento es Park Hyun Soo) mira hacia atrás en sus recuerdos que tuvo con ella, desde el momento en que se conocieron en 1995, cuando tenía diecisiete años.

## Reparto

### Personajes principales
- Joo Jin Mo como Ji Eun Ho/Park Hyun Soo (actualidad).
  - Baek Sung-hyun como Ji Eun-ho (27 años).
  - Jinyoung como Park Hyun Soo (17 años).
- Kim Sa Rang como Seo Jung Eun/Ji Eun Dong (actualidad).
  - Yoon So Hee como Ji Eun Dong (23 años).[5]
  - Lee Ja In como Ji Eun Dong (13 años).

### Personajes secundarios
- Kim Tae Hoon como Choi Jae Ho.
  - Lee Hak-joo as Jae-ho (young).
- Kim Yoo Ri como Jo Seo Ryung.
- Kim Yoon Seo como Park Hyun Ah.
- Lee Young Lan como Madre de Hyun Soo.
- Jung Dong Hwan como Padre de Hyun Soo.
- Nam Kyung Eup como Entrenador Seo.
- Seo Kap Sook como Madam Park.
- Park Min Soo como Ra Il.
- Mi Jung como Madam Park.
- Kim Yong Hee como Lee Hyun Bal.
  - Dong Ha como Hyun-bal (de joven).
- Kim Min Ho como Go Dong Gyu.
- Kim Mi Jin como Go Mi Soon.
- Jang Ki-yong como Lee Seok Tae.
- Na In-woo.
- Kim Young-woong como un director.
- Joo Min-kyung como Nan-shil.

## Banda sonora
1. Kim Tae Hyun (Dickpunks) - «My Heart Is That Way».
2. Lee Won Suk (Daybreak) - «Back In The Days».
3. Han Hee Jun - «To Be Seen, To Be Heard».
4. Jang Woo Ram - «You Envision».

## Emisión internacional
- Filipinas: ABS-CBN (2016).
- Taiwán: STAR Chinese Channel, STAR Entertainment Channel y FOX Taiwán.